# Nomisma (azienda)
Nomisma S.p.A. è una società di consulenza fondata nel 1981 a Bologna da un gruppo di economisti, tra cui Romano Prodi, con il sostegno di alcune banche o grandi organismi economici. Oggi gli azionisti comprendono istituzioni finanziarie e gruppi imprenditoriali italiani ed esteri.
La società opera nei settori dell'economia applicata. Dal 2014 il presidente è Piero Gnudi.

## Storia
La società viene fondata nel 1981 dalla BNL come centro studi allo scopo di compiere ricerche ad analisi sull'economia reale. Con la creazione della società la BNL intendeva aprire l'istituto al mondo universitario e, conseguentemente, fu chiamato a dirigere la società il professore di economia industriale Romano Prodi, che allora rivestiva il ruolo di consulente economico presso la BNL. Quando nel 1982 Romano Prodi fu scelto come presidente dell'IRI, rimase in Nomisma con la carica di presidente del comitato scientifico.

## Il caso Nomisma
Nel 1983 Nomisma siglò una convenzione con il Dipartimento per la cooperazione e lo sviluppo, facente capo al Ministero degli affari esteri, al fine di compiere una serie di analisi socio-economiche su quei Paesi in via di sviluppo verso cui erano diretti gli aiuti economici dell'Italia.
Successivamente apparvero sui giornali numerosi articoli critici, che chiamavano in causa sia lo stesso Romano Prodi che i vertici della Banca Nazionale del Lavoro (BNL), riguardo all'utilità e l'esosità del contratto pluriennale siglato fra la Farnesina e Nomisma. La Procura di Roma aprì un'inchiesta per reato di peculato ai danni dello Stato e lo stesso direttore generale della BNL, Francesco Bignardi, fu interrogato come persona informata dei fatti e poi pienamente prosciolto.